# Qumran

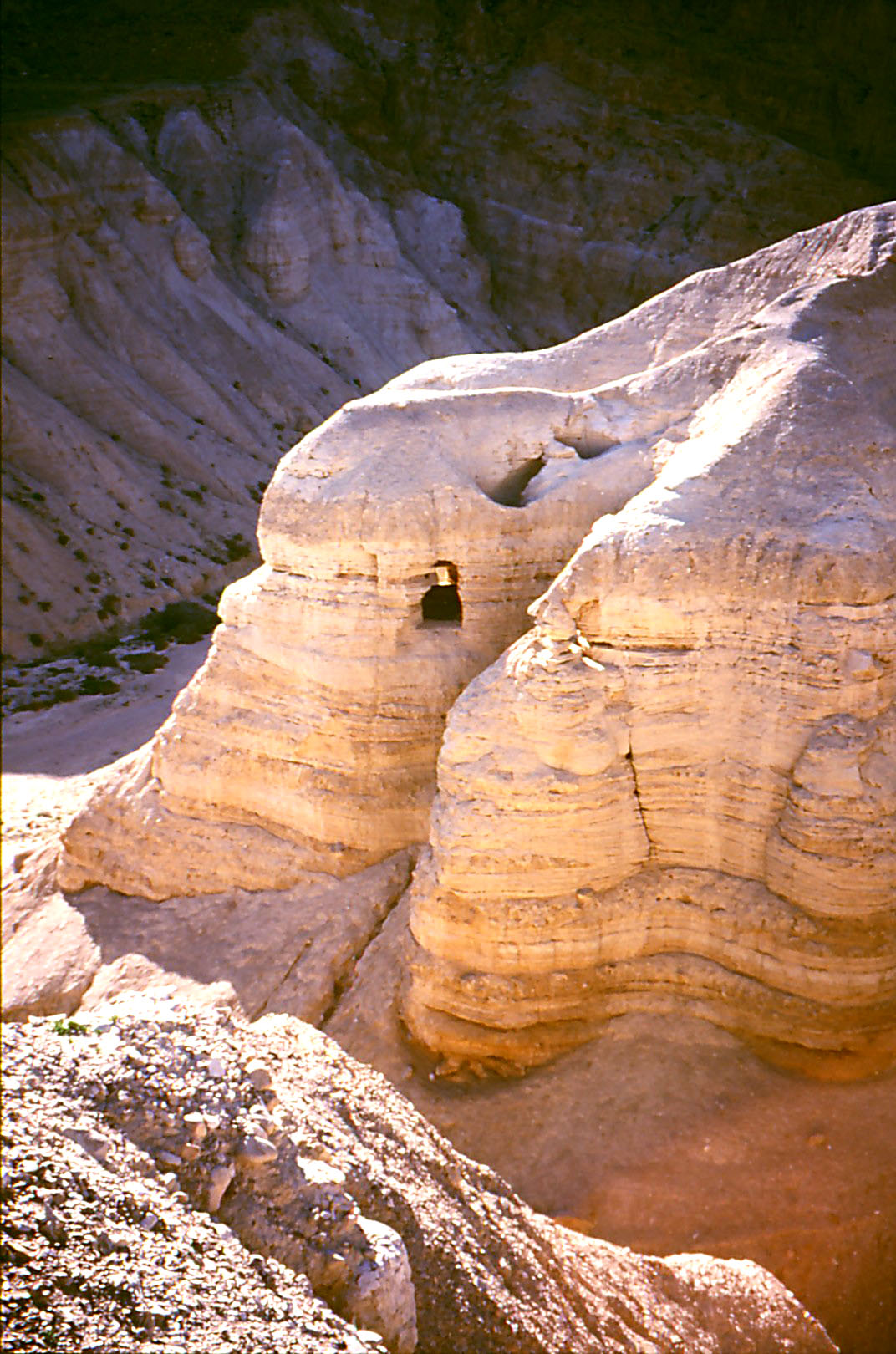
Området i närheten av Qumran med grotta 4.

Qumran (arabiska: خربة قمران, hebreiska: חירבת קומראן, Khirbet Qumran) är en ruin belägen på en torr platå knappt 3 km från Döda havets nordvästra strand i Västbanken. Qumran antas som regel ha varit en esséisk bosättning och i ett antal grottor i dess närhet har de så kallade Dödahavsrullarna påträffats. Qumran är också en nationalpark i Israel samtidigt som den är uppsatt på Palestinas tentativa världsarvslista.

## Historik och fyndtolkning
Qumran uppfördes möjligen under Johannes Hyrkanus regeringstid (134–104 f.Kr.) och förstördes sannolikt år 68 av den tionde romerska legionen, Legio X Fretensis, under ledning av Vespasianus i samband med legionens ankomst till Judeen under det judisk-romerska kriget (66–70/73).
Sedan fyndet med början år 1947 av nästan 900 handskriftsrullar, där de flesta är skrivna på pergament, har omfattande utgrävningar av bosättningen genomförts. Cisterner, möjligen ett fåtal judiska rituella badplatser och begravningsplatser har upptäckts, tillsammans med en matsal eller ett samlingsrum och skräp från en övre våning, av vissa påstådd ha varit ett scriptorium, samt ugnar för lergods och ett torn. Vissa forskare hävdar även att det fanns ett bibliotek i grottorna. Andra forskare menar att grottorna fungerade som skyddsrum för de som var bosatta i området.
Många forskare tror att platsen beboddes av en judisk sekt, företrädesvis esséerna. Andra har föreslagit att det var en villa för en rik familj eller att det var ett judiskt fort och tidvis en anläggning för krukmakeri. En stor begravningsplats upptäcktes vid den norra delen av området. De flesta gravarna innehåller kvarlevor av män, men även en del kvinnor har påträffats. Endast ett fåtal av gravarna har grävts upp, eftersom det enligt judisk lag är förbjudet att gräva ut gravplatser. Över tusen kroppar ligger begravda på Qumrans begravningsplats. En ytterligare obelagd hypotes är att kropparna fördes till Qumran för att begravas eftersom nedgrävning var lättare där än i de omgivande bergstrakterna.